# Mickel Pedersen Göing
Mickel Pedersen Göing, född 1518, död omkring 1587, var friskyttekapten. 
Det är osäkert var han är född. Enligt vissa källor var han född i Hemlinge, Glimåkra socken och enligt andra var han från Småland. Han tjänade Gustav Vasa i sin ungdom, men efter ett bråk med sin svenska hustrus släktingar lämnade han Sverige 1557. Det äldsta dokumentet som nämner Mickel Pedersen är från 1559 är ett brev från Fredrik II, där han ger Mickel lov att bosätta sig var som helst inom det danska rikets gränser.
Mickel Pedersen var chef över de göingska så kallade hakeskyttarna under det nordiska sjuårskriget. Han blev snabbt en av Daniel Rantzaus mest förtrogne män. På kunglig order fick han ge sig upp till riksgränsen i Småland för att värva svenska knektar till den danska sidan.
Han var även inblandad i flera strider. Hösten 1563 härjade och brände han och hans män sju kyrksocknar och 400 gårdar, på väg från Älvsborg till Jönköping. 1564 hindrade han och friskyttarna att ta sig över Helge å, enligt sägnen genom att bränna alla broar ända ner till Torsebro. Han övertog bevakningen av Skånes norra gräns 1565.
I slaget vid Axtorna hed i Halland slogs Pedersen med sitt garde i främsta ledet. Danskarna vann och svenskarna förlorade 6000 man i döda, sårade och tillfångatagna. Han och hans 1000 bösseskyttar var också med Rantzaus 8000 män när de 1566 invaderade Västergötland. De brände ner Falköping, Bogesund, Skara, Lidköping och Läckö slott. Flera hundra vagnar med krigsbyte hade de med sig när de skulle återvända till Skåne men blev överfallna vid Alingsås av Charles de Mornay och hans män. När Mickel Pedersen och hans män nådde Skåne var där endast 70 man kvar. Pesten hade tagit merparten.
1567 blev det nya fälttåg in i Sverige med Daniel Rantzau, där de brände ner delar av Vadstena, Alvastra kloster, Linköping och Norrköping. Rantzau insåg han behövde förstärkning och skickade Mickel med 29 pålitliga män som kurirer till den danske kungen.  De red i 11 dagar genom fiendeland, där svenskarna gjorde allt för att stoppa dem. Mickel adlades de 31 maj 1571 för denna och andra insatser för Danmark. Han var ”Hövidsmand för hakeskyttarna” så länge han levde. Han hjälpte till att värva folk i skogsbygderna i Skåne 1573 - 1578.
1563 fick han Vigsö kungsgård, 1565 Hemlinge gård i Göinge härad, 1568 fick han Björnstorp i Torna härad. Han ägde dessutom en av de största gårdarna i Malmö. 1587 dog han, antagligen på Björnstorp.